# Протоэсперанто
Протоэсперанто (протоэсп. pra-Esperanto) — современное общее наименование для всех ранних вариантов искусственного языка эсперанто, созданного Л. М. Заменгофом, вплоть до выхода в свет его «Первой книги» в 1887 году.

## Lingwe Uniwersala1878 года
Ещё ребёнком Заменгоф мечтал о создании международного вспомогательного языка для общения представителей различных наций. Поначалу он хотел вернуть к жизни латынь или древнегреческий язык в упрощённых вариантах, однако со временем решил, что его цели больше соответствует создание нового языка. Будучи подростком, Заменгоф работал над таким проектом, пока не счёл его готовым к оглашению. 17 декабря 1878 года (то есть примерно за год до публикации проекта волапюка) он представил проект друзьям, которым язык понравился. Однако от этой стадии развития языка, который на тот момент носил название «Lingwe Uniwersala» («всемирный язык»), до наших дней дошли лишь четыре строки песни, написанной самим Заменгофом:
| Оригинальный текст                                                                                  | Текст на эсперанто                                                                                    | Перевод                                                                                 |
| --------------------------------------------------------------------------------------------------- | --- | --------------------------------------------------------------------------------------- |
| Malamikete de las nacjes, Kadó, kadó, jam temp' está; La tot' homoze in familje Konunigare so debá. | Malamikeco de la nacioj, Falu, falu, jam temp' estas; La tuta homaro en familion Kununuigi sin devas. | Вражда народов, Пади, пади, время пришло; Всё человечество в семью Объединиться должно. |

## Lingvo universala1881 года
На время пребывания в университете Заменгоф отдал рукопись проекта отцу, чтобы тот сохранил её на протяжении курса обучения сына медицине. Однако отец, не разделявший идеи Заменгофа и, возможно, опасавшийся полиции, сжёг рукопись. Сам автор узнал об этом только после возвращения из университета в 1881 году. Тогда он вновь приступил к работе.
Примером тогдашней версии языка Заменгофа может служить отрывок из его письма:
Ma plej kara miko, kvan ma plekulpa plumo faktidźas tiranno pu to. Mo poté de cen taj brivoj kluri ke sciigoj de fu-ći specco debé blessi tal fradal kordol…
На современном эсперанто данный текст выглядит следующим образом:
Mia plej kara amiko, kiel mia plej kulpa [?] plumo fariĝas tirano por ci. Mi povas de cent da ciaj leteroj konkludi ke sciigoj de tiu-ĉi speco devas vundi cian fratan koron…
В переводе на русский язык это означает: «Дражайший друг, моё преступнейшее перо стало для тебя тираном. Из сотни твоих писем я могу заключить, что известия такого рода ранят твоё братское сердце…»
К этому времени w, использовавшееся для обозначения звука [v], уже было заменено на v; исчезло изменение глагола по лицам и числам; вместо -es для обозначения множественного числа существительных стало использоваться -oj; число падежей было уменьшено до двух (суффиксом винительного падежа был -l).
| Местоимения           | Ед. ч. | Мн. ч. |
| --------------------- | ------ | ------ |
| 1-е лицо              | mo     | no     |
| 2-е лицо              | to     | vo     |
| 3-е лицо м. р./ср. р. | ro     | po     |
| 3-е лицо ж. р.        | śo     | po     |
| 3-е лицо возвратное   | so     | so     |
|          | -o      | -u      | -a  | -e  | -al | -el     | -am       | -om |
| -------- | ------- | ------- | --- | --- | --- | ------- | --------- | --- |
| ti-      | fo      | fu      | fa  | fi  | fej | fe      | fan       |     |
| ki- / i- | kvo, ko | kvu, ku | kva |     |     | kve, ke | kvan, kan | kom |
| ĉi-      | ćio     | ćiu     |     | ćii |     |         | ćian      |     |
| neni-    | fio     | fiu     |     |     |     |         | fian      |     |
Притяжательные местоимения, как и прилагательные, оканчивались на -a. Глагольное спряжение было представлено формами инфинитива (-e или -i), настоящего (-é), прошедшего (-u), будущего (-uj) времени, условного наклонения (-á) и юссива (-ó). Таким образом, ударение в ряде глагольных форм падало на последний слог.
В правописании отчётливо просматривалось влияние славянских языков (ć, dź, ħ, ś, ź на месте нынешних ĉ, ĝ, ĥ, ŝ, ĵ).

## Переход к современному эсперанто
В течение следующих лет Заменгоф совершенствовал свой язык, в основном во время работы над переводами поэзии и прозы с других языков. Ударение стало фиксированным (на предпоследнем слоге). -S, некогда обозначавшее множественное число существительных, стало признаком финитных форм глагола. «Славянские» акутные диакритики были превращены в циркумфлексы, чтобы избежать проявлений национализма.
В 1887 году Заменгоф опубликовал «Первую книгу», описывавшую уже современный эсперанто. Позже в письме он отмечал, что работал над языком шесть лет, хотя в 1878 году ему казалось, что проект уже готов.